# Lavatoio pubblico (Bergamo)
Il lavatoio pubblico di via Lupo detto anche lavatoio di piazza Angelini è un lavatoio posto nella parte alta della città di Bergamo che è diventato uno dei simboli della città. 

## Storia
Nella città di Bergamo erano presenti fin dal medioevo numerose fontane, almeno sedici attive sulla parte alta della città. Nel 1889 l'antico sistema idrico opera dei Visconti, ormai obsoleto, venne messo in disuso con la realizzazione del nuovo acquedotto. 
Il lavatoio fu costruito nel 1891. La città era stata devastata da una epidemia di tifo nel 1884, malattia che ha un elevato contagio dove sono scarse le condizioni igienico sanitarie, e che aveva causato molti morti nella città. Risulta che il livello igienico cittadino fosse pessimo, che le acque non fossero potabili diventando  uno dei motivo di contagio. 

L'amministrazione cittadina, che aveva già adeguato le forniture delle acque per la parte bassa della città, costruì nuove fontane e lavatoi in via Boccola, in Borgo Canale e in via Lupo, così che  anche la parte alta della città potesse avere un servizio migliore. Divenne presto una comodità per le domestiche e le lavandaie delle famiglie della nobiltà cittadina che non dovevano più recarsi fino alle rogge che si trovavano locate in prossimità delle mura. 

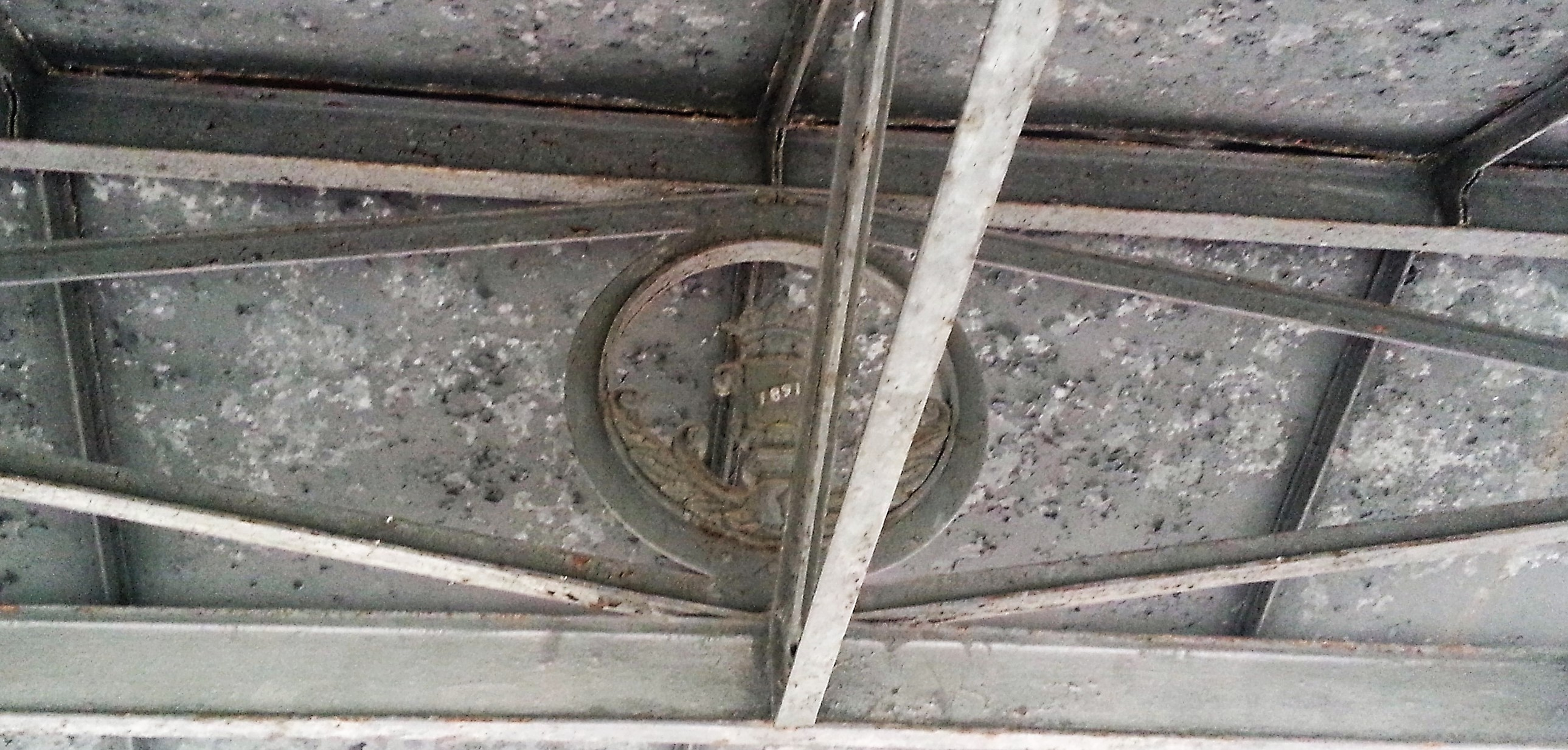
Data di posa del lavatoio

La fontana rimase in funzione fino alla metà del XX secolo salvandosi dalla sua rimozione, essendo punto d'attenzione dei lavori di risanamento di Bergamo su progetto di Luigi Angelini grazie alla sua elegante conformazione divenne attrattiva turistica e uno dei simboli della parte alta della città orobica. Nel gennaio 2020 il comune di Bergamo stanzia 160000 euro per il ripristino del fabbricato alla sua condizione originale. I lavori terminano martedì 4 agosto restituendo alla città uno dei suoi simboli.

## Descrizione
Il lavatoio è in marmo di Zandobbio, con una grande vasca divisa in due. Ha una copertura di ghisa e lastre di lamiera a forma di tetto spiovente in stile liberty che dà alla fontana una sua identità particolare, e che riporta la data di costruzione
L'acqua proviene dalla condotta di Bondo Petello di Albino.
L'impianto progettuale dell'arrivo delle acque e il relativo scarico era molto servile ed ingegnoso, così come il canaletto per la raccolta di spruzzi durante il lavaggio aveva una funzione rispondente alle necessità delle lavandaie.